# Le Cargo de fromage
Pour plus de détails, voir Fiche technique et Distribution.
Le Cargo de fromage (Puss 'n' Boats) est un cartoon de Tom et Jerry réalisé par Abe Levitow, produit par la Metro-Goldwyn-Mayer sorti en 1966.

## Musique
- Eugene Poddany